# Facebook Reels
Facebook Reels o Reels en Facebook es una plataforma para compartir videos de formato corto completa con música, audio y efectos artificiales, que ofrece Facebook, un servicio de redes sociales en línea propiedad de la compañía estadounidense Meta Platforms. Similar al servicio principal de Facebook, la plataforma aloja contenido generado por el usuario, pero solo permite que las piezas tengan una duración de 60 segundos y una relación de aspecto de 9:16.

## Historia
En marzo de 2021, Facebook comenzó a experimentar mostrando videos verticales de hasta 30 segundos para usuarios de EE. UU. e India. Facebook Reels se lanzó originalmente en Estados Unidos en septiembre de 2021, luego de la prohibición de TikTok en India. Más tarde, Facebook Reels se lanzó a nivel mundial en febrero de 2022, luego de lanzamientos en 150 países.

## Bonificación
Facebook lanzó el programa Reels Play Bonus como programa "Desafíos" en Facebook en octubre de 2021 como una forma de recompensar a los creadores destacados de Reels. Facebook declaró que habrá "un bono de mil millones de dólares repartido en el transcurso de 2021-2022" y lo describió como un método para "monetizar y compensar a los creadores por su contenido". El programa Reels Play Bonus inicialmente fue de los creadores de Estados Unidos, Canadá y México. Más tarde, Facebook expandió su programa Reels Play Bonus a más países para un grupo selecto de personas y el programa es solo por invitación.

### Requisitos
Según Meta, Facebook ha introducido una nueva forma de permitir que los creadores que participan en el programa Reels Play Bonus ganen hasta $4,000 por mes. Meta aclara:
- Cada mes, los creadores pueden participar en una serie de desafíos acumulativos consecutivos. Gane $20 una vez que cada uno de sus cinco carretes haya recibido 100 reproducciones.
- Un creador puede desbloquear un nuevo desafío una vez que completa el actual. Como resultado, luego de terminar el ejemplo anterior, recibirían uno nuevo que decía: Recibe $100 cuando 20 de tus Reels acumulen 500 reproducciones cada uno.
- Al comienzo de cada período de bonificación de 30 días, el progreso del desafío se restablecerá al número 1.

## Monetización
Facebook comenzó a probar una plataforma de monetización de anuncios para el contenido de Reels en febrero de 2022, brindando a los usuarios otra forma de ganar dinero con su trabajo. Facebook dijo que la monetización de Reels se implementaría gradualmente. A mediados de marzo, prácticamente todos los países que actualmente cuentan con un programa de monetización de anuncios in-stream podrán acceder a anuncios superpuestos en Facebook Reels. Los anuncios superpuestos estarán disponibles en dos formatos: anuncios publicitarios y anuncios adhesivos.